# Șoldănești, Suceava
Șoldănești este o localitate componentă a municipiului Fălticeni din județul Suceava, Moldova, România.

## Obiective turistice
- Biserica Sfântul Nicolae din Fălticeni - biserică-monument istoric construită în anul 1798 de boierul Andrei Bașotă.
- Podul medieval din Șoldănești - monument istoric din piatră datând din secolul al XV-lea.

 Acest articol despre o localitate din județul Suceava este deocamdată un ciot. Puteți ajuta Wikipedia prin completarea lui.